# Liste der Stolpersteine in Rietberg
Die Liste der Stolpersteine in Rietberg enthält die Stolpersteine, die im Rahmen des gleichnamigen Kunst-Projekts von Gunter Demnig in Rietberg verlegt wurden. Mit ihnen soll an die Opfer des Nationalsozialismus erinnert werden, die in Rietberg lebten und wirkten.

## Stolpersteine in Rietberg
| Name                  | Adresse            | Bild | Inschrift | Verlegedatum | Biografie und Anmerkungen |
| --------------------- | ------------------ | ---- | --- | ------------ | ------------------------- |
| Kopfstein             | Müntestraße 8 ·    |      | Müntestraße 8 wohnten | 22. Mai 2019 |                           |
| Julius Löwenstein     | Müntestraße 8 ·    |      | Julius Löwenstein Jg. 1865 unfreiwillig verzogen 1939 Bielefeld deportiert 1942 Theresienstadt 1942 Treblinka ermordet                 | 22. Mai 2019 |                           |
| Emma Löwenstein       | Müntestraße 8 ·    |      | Emma Löwenstein geb. Brandenstein Jg. 1868 unfreiwillig verzogen 1939 Bielefeld deportiert 1942 Theresienstadt 1942 Treblinka ermordet | 22. Mai 2019 |                           |
| Grete Löwenstein      | Müntestraße 8 ·    |      | Grete Löwenstein verh. Elias Jg. 1902 Umzug Erkrath Flucht 1937 USA                                                                    | 22. Mai 2019 |                           |
| Julie Löwenstein      | Müntestraße 8 ·    |      | Julie Löwenstein Jg. 1897 eingewiesen St. Rochus-Hospital Telgte ‚verlegt‘ 27.9.1940 Brandenburg ermordet 27.9.1940 ‚Aktion T4‘        | 22. Mai 2019 |                           |
| Karl Löwenstein       | Müntestraße 8 ·    |      | Karl Löwenstein Jg. 1910 ‚Schutzhaft‘ 1938 Buchenwald Flucht 1939 England                                                              | 22. Mai 2019 |                           |
| Miriam Löwenstein     | Müntestraße 8 ·    |      | Miriam Löwenstein verh. Herzberg Jg. 1866 Umzug Aerzen Flucht 1936 Brasilien                                                           | 22. Mai 2019 |                           |
| Dr. Walter Löwenstein | Müntestraße 8 ·    |      | Dr. Walter Löwenstein Jg. 1900 Umzug Hamburg Flucht 1939 Republik Surinam 1940 USA                                                     | 22. Mai 2019 |                           |
| Selmar Löwenstein     | Rathausstraße 29 · |      | Selmar Löwenstein Jg. 1859 Umzug Berlin deportiert 1942 Theresienstadt ermordet 24.8.1942                                              | 22. Mai 2019 |                           |
| Hedwig Löwenstein     | Rathausstraße 29 · |      | Hier wohnte Hedwig Löwenstein verh. Löwenstein Jg. 1872 Umzug Berlin deportiert 1942 Theresienstadt ermordet 25.8.1942                 | 22. Mai 2019 |                           |
| Adolf Löwenstein      | Rathausstraße 30 · |      | Hier wohnte Adolf Löwenstein Jg. 1870 Umzug Mönchengladbach Flucht 1939 Brasilien                                                      | 22. Mai 2019 |                           |

## Stolpersteine in Mastholte
| Name                 | Adresse              | Bild | Inschrift | Verlegedatum  | Biografie und Anmerkungen |
| -------------------- | -------------------- | ---- | --- | ------------- | ------------------------- |
| Emma Steinberg       | Alte Landstraße 30 · |      | Hier wohnte Emma Mosbach geb. Steinberg Jg. 1868 Flucht Frankreich interniert Drancy deportiert 1943 Sobibor ermordet März 1943   | 22. Juni 2021 |                           |
| Dr. Alfred Rosendahl | Jakobistraße 2 ·     |      | Hier wohnte Dr. Alfred Rosendahl Jg. 1883 praktizierte in Wuppertal Opfer des Pogroms Praxisräume zerstört Flucht 1938 Australien | 22. Juni 2021 |                           |
| Jenni Rosendahl      | Jakobistraße 2 ·     |      | Hier wohnte Jenni Rosendahl geb. Bachrach Jg. 1881 Umzug/Heirat Essen deportiert 1942 Transit-Ghetto Izbica ermordet              | 22. Juni 2021 |                           |
| Hermann Rosendahl    | Jakobistraße 2 ·     |      | Hier wohnte Hermann Rosendahl Jg. 1880 Umzug Essen deportiert 1942 Transit-Ghetto Izbica ermordet                                 | 22. Juni 2021 |                           |

## Stolpersteine in Neuenkirchen
| Name                 | Adresse               | Bild | Inschrift | Verlegedatum | Biografie und Anmerkungen |
| -------------------- | --------------------- | ---- | --- | ------------ | ------------------------- |
| Arthur Eltzbacher    | Detmolder Straße 10 · |      | Detmolder Straße 14 wohnte Arthur Eltzbacher Jg. 1869 gedemütigt/entrechtet Flucht in den Tod 24.5.1936                            | 8. Juni 2017 |                           |
| Kurt Eltzbacher      | Detmolder Straße 10 · |      | Detmolder Straße 14 wohnte Kurt Eltzbacher Jg. 1907 Flucht 1938 USA                                                                | 8. Juni 2017 |                           |
| Leo Eltzbacher       | Detmolder Straße 10 · |      | Detmolder Straße 14 wohnte Leo Eltzbacher Jg. 1904 Flucht 1938 USA                                                                 | 8. Juni 2017 |                           |
| Theresia Eltzbacher  | Detmolder Straße 10 · |      | Detmolder Straße 14 wohnte Theresia Eltzbacher Jg. 1875 Flucht 1938 USA                                                            | 8. Juni 2017 |                           |
| Johanna Kemper       | Lange Straße 109 ·    |      | Hier wohnte Johanna Kemper geb. Diamant Jg. 1879 Flucht 1939 England                                                               | 8. Juni 2017 |                           |
| Hildegard J. Kemper  | Lange Straße 109 ·    |      | Hier wohnte Hildegard J. Kemper verh. Rhodes Jg. 1911 Flucht 1939 England                                                          | 8. Juni 2017 |                           |
| Joseph Kemper        | Lange Straße 109 ·    |      | Hier wohnte Joseph Kemper Jg. 1912 Flucht 1938 England                                                                             | 8. Juni 2017 |                           |
| Kate Kemper          | Lange Straße 109 ·    |      | Hier wohnte Kate Kemper Jg. 1908 Flucht 1939 England                                                                               | 8. Juni 2017 |                           |
| Elly Lilienfeld      | Lange Straße 141 ·    |      | Elly Lilienfeld geb. Spanier Jg. 1896 Umzug Düsseldorf deportiert 1941 Minsk ermordet                                              | 8. Juni 2017 |                           |
| Ernst Lilienfeld     | Lange Straße 141 ·    |      | Hier wohnte Ernst Lilienfeld Jg. 1897 Umzug Kalkar deportiert 1941 Minsk ermordet                                                  | 8. Juni 2017 |                           |
| Frieda Lilienfeld    | Lange Straße 141 ·    |      | Hier wohnte Frieda Lilienfeld Jg. 1899 unfreiwillig verzogen 1939 Düsseldorf deportiert 1941 Minsk ermordet                        | 8. Juni 2017 |                           |
| Henriette Lilienfeld | Lange Straße 141 ·    |      | Hier wohnte Henriette Lilienfeld geb. Rosenberg Jg. 1866 unfreiwillig verzogen 1939 Düsseldorf deportiert 1941 Minsk ermordet      | 8. Juni 2017 |                           |
| Margot Lilienfeld    | Lange Straße 141 ·    |      | Margot Lilienfeld Jg. 1928 Umzug Düsseldorf Flucht 1938 Holland interniert Westerbork deportiert 1944 Auschwitz ermordet 28.1.1944 | 8. Juni 2017 |                           |
| Ruth Lilienfeld      | Lange Straße 141 ·    |      | Ruth Lilienfeld Jg. 1930 Umzug Düsseldorf Flucht 1938 Holland interniert Westerbork deportiert 1944 Auschwitz ermordet 28.1.1944   | 8. Juni 2017 |                           |
| Harry Goldmann       | Lange Straße 141 ·    |      | Hier wohnte Dr. Harry Goldmann Jg. 1905 ‚Schutzhaft‘ 1938 Buchenwald Flucht 1939 Chile                                             | 8. Juni 2017 |                           |